# Leptomicrurus scutiventris
Leptomicrurus scutiventris é uma espécie de serpente da família Elapidae. Pode ser encontrada na Colômbia, Equador, Peru e Brasil (Amazonas).